# ケレム・デミルバイ
ケレム・デミルバイ（Kerem Demirbay, 1993年7月3日 - ）は、ドイツ・ノルトライン＝ヴェストファーレン州ヘルテン出身のプロサッカー選手。ガラタサライSK所属。ポジションは、ミッドフィールダー。

## クラブ経歴

### ハンブルガーSV
2014年4月19日のVfLヴォルフスブルク戦でブンデスリーガ初出場。試合には1-3で敗れた。2015-16シーズンは2部のデュッセルドルフにレンタル移籍した。

### TSG1899ホッフェンハイム
2016年7月13日、ホッフェンハイムに移籍した。2018年4月5日、クラブとの契約を2022年まで延長した。

### レバークーゼン
2019年5月9日、バイエル・レバークーゼンにシーズン終了と同時に移籍することが決まった。契約期間は2024年まで。

### ガラタサライ
2023年8月1日、ガラタサライSKに移籍した。

## 代表歴
自身のルーツであるトルコの世代別代表経験がある。2015年3月、U-21ドイツ代表監督のホルスト・ルベッシュがUEFA U-21欧州選手権2015のメンバーに選んだが、負傷のため試合に出場することなく大会を終えた。
2017年5月、ロシアで開催されるFIFAコンフェデレーションズカップ2017の代表メンバーに選出された。6月6日のデンマークとの親善試合で代表デビュー。コンフェデレーションズカップ第3戦のカメルーン戦で代表初得点を挙げた。

## エピソード
2015年12月の試合でビビアナ・シュタインハウス主審に退場を命じられた際、女性差別と取れる発言を行い非難を浴びた。これに対する罰として女子サッカーの試合でレフェリーを行うよう命じられた。